# Dominique D'Onofrio
Pour les articles homonymes, voir D'Onofrio.
Dominique Nicolas D'Onofrio, né le 18 avril 1953 à Castelforte (Italie) et mort le 12 février 2016 à Buenos Aires (Argentine), est un entraîneur et dirigeant de football italien .

## Carrière
Carrossier de formation, Dominique D'Onofrio n'a qu'une modeste expérience en 4e division belge quand il débute au Standard de Liège en 1998, d'abord en tant que T 6 (jeunes, scouting et revalidation). Il devient très vite adjoint de Tomislav Ivić (avec Christian Labarbe) dès 2000-01. Il effectuera un intérim de 3 matches à la tête de l'équipe première en décembre 2000. En janvier 2001, il devient adjoint de Michel Preud'homme jusqu'en juillet 2002.
En 2002-2003, il est adjoint de Robert Waseige pendant les 5 premiers matches du championnat. Il lui succède en qualité d'entraîneur principal, le 14 septembre 2002, après la défaite à domicile contre le Club Bruges et un début de saison difficile.
Apprécié par une partie des supporters qui se basent sur les résultats obtenus sous sa houlette, décrié par d'autres qui lui reprochent son incapacité à insuffler un fond de jeu à l'équipe et un recours systématique aux longs ballons, il démissionne de son poste en mai 2005. Il est rappelé quelques semaines plus tard par la direction qui ne lui aurait pas trouvé de remplaçant. Cette affaire provoquera de grands remous chez une partie des supporters qui ont vu là une habile manœuvre visant à maintenir au poste celui qu'ils considèrent comme le pantin de son frère, sans pour autant nuire à la campagne d'abonnements clôturée quelques jours avant l'annonce de ce retour inattendu.
En mai 2006, il renonce pour de bon à son poste d'entraîneur et devient directeur sportif et adjoint au directeur technique (Michel Preud'homme). Bien qu'ayant qualifié le club pour la première fois de son existence pour le troisième tour préliminaire de la Ligue des champions, il est conspué par les supporters après le dernier match de la saison, ceux-ci lui faisant porter la responsabilité de l'échec dans la course à un titre de champion qui échappe au club liégeois depuis 1983. Il sera même la cible d'un lancer de mottes de gazon à cette occasion. Le club s'est pourtant stabilisé dans le haut du classement lorsque D'Onofrio en était l'entraîneur, après avoir pourtant connu de nombreuses années en dents de scie.
Devenu Directeur Sportif du Standard de Liège et adjoint du Directeur Technique en juillet 2006, il a à ce moment entre autres à sa charge la prospection et le recrutement. Deux mois plus tard, lorsque Michel Preud'homme succède à Johan Boskamp, limogé avec tout son staff, faute de résultats immédiats, Dominique D'Onofrio devient Directeur Technique et voit l'étendue de ses prérogatives augmenter encore.
Le 10 février 2010, à la suite des mauvais résultats du club et à la résiliation de commun accord du contrat de László Bölöni, Dominique D'Onofrio reprend le poste d'entraîneur principal du Standard jusqu'en juin 2010. Durant ce laps de temps, malgré une qualification pour les quarts de finale de la Ligue Europa, le Standard s'écroule complètement en championnat et finit très loin des places offrant une qualification européenne, avec un niveau de jeu indigne des deux saisons précédentes.
En juin 2010, malgré la fronde de nombreux supporters lui reprochant à nouveau un style de jeu et des résultats défaillants, Dominique D'Onofrio resigne pour un an. Pour marquer sa colère, un groupe de supporters lance une opération visant le rachat du Standard de Liège à Luciano D'Onofrio, accusé de faire une nouvelle fois passer les intérêts de sa famille à ceux du club et des supporters.
Dans la première partie du Championnat de Belgique de football 2010-2011, le club a plusieurs joueurs blessés et connait un parcours difficile, ce qui entraîne le mécontentement d'une partie des supporters envers Dominique D'Onofrio. Il est toutefois officiellement soutenu par ses joueurs. Lors des play-offs, les dix derniers matchs du championnat réunissant au printemps 2011 les six meilleures équipes, le Standard obtient de très bons résultats et termine finalement deuxième du championnat, avec le même nombre de points que le champion, le KRC Genk,. La même année, en coupe de Belgique, Dominique D'onofrio gagne son premier trophée avec le Standard.
Le 6 juin 2011, il annonce son départ du poste d'entraîneur du Standard de Liège. Il se dit ouvert à un poste d'entraîneur dans un autre club : « On m’a systématiquement identifié au Standard. On ne me voit pas réussir ailleurs. Je vais essayer de prouver le contraire. J’ai des offres informelles, comme les années précédentes, mais rien de concret actuellement ». Le 27 juin 2011 la nouvelle chaine VOOfoot annonce que Dominique D'Onofrio devient consultant pour les saisons à venir.
Le 17 décembre 2011, Dominique D'Onofrio succède officiellement à Joël Muller au poste de directeur sportif au FC Metz.
Il meurt le 12 février 2016 d'une crise cardiaque en Argentine lors d'une mission scouting. Il est inhumé au cimetière d'Ans (Ans-Bolsée) en Belgique.

## Résultats au Standard de Liège
Sous sa direction en tant qu'entraîneur, le Standard de Liège a obtenu les résultats suivants en championnat :
| Année         | Position | Match   | Victoire | Nul    | Défaite | BP      | BC      | Points         |
| ------------- | -------- | ------- | -------- | ------ | ------- | ------- | ------- | -------------- |
| 2000-2001     | Intérim  | 3       | 1        | 1      | 1       | 7       | 5       | 4/9            |
| 2002-2003     | 7e       | 29      | 15       | 7      | 7       | 53      | 29      | 52/87          |
| 2003-2004     | 3e       | 34      | 18       | 11     | 5       | 68      | 31      | 65/102         |
| 2004-2005     | 4e       | 36      | 22       | 7      | 7       | 67      | 34      | 73/108         |
| 2005-2006     | 2e       | 34      | 19       | 8      | 7       | 51      | 28      | 65/102         |
| 2010          | 9e       | 34 (10) | 12 (3)   | 11 (3) | 11 (4)  | 46 (11) | 39 (10) | 47/102 (12/30) |
| 2011 Phase 1  | 6e       | 30      | 15       | 4      | 11      | 50      | 38      | 49/90          |
| 2011 Playoffs | 1er      | 10      | 8        | 2      | 0       | 18      | 5       | 26/30          |
| Total         | -        | 146     | 78       | 37     | 31      | 257     | 134     | 271/438        |

Pour la saison 2010, les chiffres entre parenthèses représentent le bilan du club sous sa direction.
Au total des 2 phases du championnat 2011, le Standard finit 2e.

## Palmarès
- Vainqueur du tour final de Promotion (division 4) avec l'équipe de RRFC Montegnée
- Champion de Promotion (division 4) avec l'équipe de RRFC Montegnée
- Vainqueur du tour final de Promotion (division 4) avec l'équipe de Seraing RUL
- Vice-champion de Belgique lors de la saison 2005-2006 avec le Standard de Liège
- Vice-champion de Belgique lors de la saison 2010-2011 avec le Standard de Liège
- Vainqueur de la coupe de Belgique en 2010-2011 avec le Standard de Liège